# Гибралтар на Европском првенству у атлетици на отвореном 1978.
Гибралтар је учествовао на 12. Европском првенству на отвореном 1978 одржаном у Прагу, Чехословачка, од 29. августа до 3. септембра. Ово је било пето Европско првенство на отвореном на којем је Гибралтар учествовао. Репрезентацију Гибралтара представљао је један такмичар који се такмичио у трци на 5.000 метара.
На овом првенству представник Гибралтара није освојио ниједну медаљу али је оборио један национални и један лични рекорд.

## Учесници
Мушкарци:
- Џон Чарвето — 5.000 м

## Резултати

### Мушкарци
| Атлетичар   | Дисциплина | Лични рекорд | Квалификације  | Квалификације | Полуфинале | Полуфинале | Финале               | Финале       | Детаљи |
| Атлетичар   | Дисциплина | Лични рекорд | Резултат       | Место         | Резултат   | Место      | Резултат             | Место        | Детаљи |
| ----------- | ---------- | ------------ | -------------- | ------------- | ---------- | ---------- | -------------------- | ------------ | ------ |
| Џон Чарвето | 5.000 м    |              | 14:18,4 НР, ЛР | 9. у гр. 1    |            |            | Није се квалификовао | 28 / 29 (32) |        |